# Passtech Games
Passtech Games est un studio de développement de jeux vidéo basé à Villeurbanne, en France. Fondé en 2012 par Sylvain Passot, il s'est notamment fait connaître pour son jeu Curse of the Dead Gods.
Le studio partage avec OSome Studio un moteur de jeu propriétaire commun, l'OEngine, qu'ils développent ensemble au gré des développements de leurs jeux respectifs.

## Historique
Avant de fonder Passtech Games, Sylvain Passot a travaillé pour d'autres studios lyonnais indépendants, comme Étranges Libellules. 
Pour les quatre premiers jeux, le studio collabore avec Focus Home Interactive pour l'édition.
En 2021, Nacon annonce avoir conclu l'acquisition de Passtech Games, il indique par cette action mieux se placer dans le secteur des jeux rogue-like. Le studio conserve son autonomie créative et son fondateur reste aux commandes, tout en sécurisant sa position et change ainsi de partenaire pour l'édition de ses futurs jeux,.

## Jeux développés
| Titre                  | Année                 | Plate(s)-forme(s)                                 |
| ---------------------- | --------------------- | ------------------------------------------------- |
| Space Run              | 2014                  | Windows, Mac OS, Linux                            |
| Space Run Galaxy       | 2016                  | Windows                                           |
| Masters of Anima       | 2018                  | PlayStation 4, Xbox One, Windows, Nintendo Switch |
| Curse of the Dead Gods | 2020                  | PlayStation 4, Xbox One, Windows, Nintendo Switch |
| Ravenswatch            | 2023 (accès anticipé) | Windows, PlayStation 5, Xbox Series               |